# Tunesiens håndboldlandshold (herrer)
Tunesiens håndboldlandshold (arabisk: منتخب تونس لكرة اليد), for mænd er det mandlige landshold i håndbold for Tunesien. De repræsenterer landet i internationale håndboldturneringer. De reguleres af Tunesiens håndboldforbund (FTHB, fransk: Fédération Tunisien de handball, arabisk: الجامعة التونسية لكرة اليد).
Den tunesiske håndboldliga blev grundlagt i 1953. I 1957, blev tunesiens håndboldforbund grundlagt, og i 1962 blev de medlem af IHF.

## Historie
Holdet er et af de mest succesfulde på det afrikanske kontinent. Holdet har vundet Afrikamesterskabet 10 gange (i 1974, 1976, 1979, 1994, 1998, 2002, 2006, 2010, 2012 og 2018). De vandt Afrikamesterskabet 2018 i Gabon hvor de besejrede Egypten i finalen. Holdet, har derudover vundet sølv 8 gange og bronze 6 gange.
Landsholdet har deltaget i adskillige internationale turneringer. Under VM 2005 endte Tunesien på en 4.-plads; og blev dermed det andet ikke-europæiske til at nå semifinalen i VM. Det, første hold var Egypten som også nåede semifinalen i 2001. Egypten og Algeriet er tunesiens eneste (afrikanske) rivaler.
Den nationale liga består af 12 hold, hvor af de dominerende er ES. Sahel, Esperance S.Tunis, Club Africain og AS Hammamet. Disse 4 hold har mange spillere på det tunesiske og andre europæiske landshold. Den tidligere landsholdspiller, Walid Ben Amor spillede for Barcelone F.C.. Det fleste af landsholdsspillerne har også spillet i det franske håndboldmesterskab.
I sæsonen 2005-2006, blev Heykel Megannem, valgt til den bedste spiller i den franske håndboldliga, sammen med Wissem Hmam og Issam Tej. Efter VM 2009, fyrede håndboldforbundet Tej for ulydighed og dårlig opførsel, samt Makram Missaoui for at nægte at genoptage kampen mod Polen. Maher Kraiem nøjes med at blive suspenderet i 3 måneder for dårlig opførsel.
Holdet blev indtil juni 2008 trænet af kroatiske Sead Hasanefendić, hvorefter han d. 24. oktober 2008 blev erstattet af serbiske Zoran Živković. Senere blev han dog fyret af håndboldforbundet efter de dårlige resultater ved VM 2009. Han blev erstattet af den tunesiske Sayed Ayari og siden juni 2009 er holdet blev trænet af franske Alain Portes, som de har skrevet en treårig kontrakt med.

## Resultater

### Sommer-OL
- 1972: 15.- plads
- 2000: 10.- plads
- 2012: 8.- plads
- 2016: 12.- plads

### VM
- 1967: 15.- plads
- 1995: 15.- plads
- 1997: 16.- plads
- 1999: 12.- plads
- 2001: 10.- plads
- 2003: 14.- plads
- 2005: 4.- plads
- 2007: 11.- plads
- 2009: 17.- plads
- 2011: 20.- plads
- 2013: 11.- plads
- 2015: 15.-plads
- 2017: 19.-plads
- 2019: 12.-plads
- 2021: 25.-plads
- 2023: 25.-plads

### Afrikamesterskabet i håndbold
- 1974:  Guld
- 1976:  Guld
- 1979:  Guld
- 1981:  Bronze
- 1983:  Bronze
- 1985:  Sølv
- 1987:  Bronze
- 1989:  Bronze
- 1991:  Bronze
- 1992:  Sølv
- 1994:  Guld
- 1996:  Sølv
- 1998:  Guld
- 2000:  Bronze
- 2002:  Guld
- 2004:  Sølv
- 2006:  Guld
- 2008:  Sølv
- 2010:  Guld
- 2012:  Guld
- 2014:  Sølv
- 2016:  Sølv
- 2018:  Guld
- 2020:  Sølv
- 2022: 4

### Panafrikanske lege
- 1965:  Bronze
- 1978:  Sølv
- 2007:  Bronze

### Panarabiske lege
- 1985:  Guld
- 1992:  Bronze
- 2011:  Bronze

### Middelhavslegene
- 1967:  Bronze
- 1979:  Bronze
- 2001:  Sølv
- 2005:  Bronze
- 2009:  Bronze
- 2018:  Sølv

## Hold

### Nuværende trup
Følgende blev udtaget til VM 2013.
Træner: Alain Portes
| Nr. | Position | Navn                  | Fødselsdato (alder)         | Højde  | Kampe | Mål | Klub                     |
| --- | -------- | --------------------- | --------------------------- | ------ | ----- | --- | ------------------------ |
| 1   | GK       | Mohamed Sfar          | 4. januar, 1990 (23 år)     | 1.94 m | 10    | 0   | Club Africain            |
| 3   | LB       | Selim Hedoui          | 1. august, 1983 (29 år)     | 1.99 m | 183   | 345 | Al-Arabi                 |
| 4   | RW       | Aymen Toumi           | 11. juli, 1990 (22 år)      | 1.84 m | 33    | 65  | Étoile Sportive du Sahel |
| 5   | P        | Mahmoud Gharbi        | 11. februar, 1982 (30 år)   | 1.91 m | 153   | 259 | HBC Nantes               |
| 6   | P        | Issam Tej             | 29. juli, 1979 (33 år)      | 1.87 m | 265   | 687 | Montpellier HB           |
| 7   | RW       | Jaleleddine Touati    | 7. december, 1982 (30 år)   | 1.79 m | 163   | 352 | U.S. Dunkerque HB        |
| 9   | RB       | Amine Bannour         | 21. februar, 1990 (22 år)   | 1.97 m | 40    | 135 | Club Africain            |
| 10  | CB       | Kamel Alouini         | 6. juli, 1988 (24 år)       | 1.87 m | 55    | 114 | Espérance Tunis          |
| 12  | GK       | Marouen Maggaiz       | 28. juli, 1983 (29 år)      | 1.91 m | 123   | 3   | HBC Nantes               |
| 16  | GK       | Wassim Helal          | 16. juli, 1982 (30 år)      | 1.93 m | 73    | 0   | Espérance Tunis          |
| 17  | LB       | Wael Jallouz          | 3. maj, 1991 (21 år)        | 1.97 m | 37    | 57  | A.S. de Hammamet         |
| 18  | LB       | Mohamed Jilani Maaref | 27. oktober, 1991 (aged 21) | 1.92 m | 19    | 21  | Club Africain            |
| 19  | LB       | Mosbah Sanaï          | 26. marts, 1991 (21 år)     | 1.92 m | 26    | 63  | Étoile Sportive du Sahel |
| 20  | CB       | Abdelhak Ben Salah    | 25. april, 1990 (22 år)     | 1.84 m | 10    | 18  | Étoile Sportive du Sahel |
| 21  | LW       | Oussama Boughanmi     | 5. februar, 1990 (22 år)    | 1.85 m | 38    | 125 | Club Africain            |
| 22  | RB       | Oussema Hosni         | 21. februar, 1992 (20 år)   | 1.93 m | 11    | 18  | Club Africain            |
| 31  | P        | Marouan Chouiref      | 25. juli, 1990 (22 år)      | 1.97 m | 27    | 33  | Club Africain            |

### Sommer-OL 2012
Følgende blev udtaget til Sommer-OL 2013.
Træner: Alain Portes
| Nr. | Pos. | Navn               | Fødselsdato (alder)       | Højde  | Kampe | Mål | Klub               |
| --- | ---- | ------------------ | ------------------------- | ------ | ----- | --- | ------------------ |
| 3   | LB   | Selim Hedoui       | 1. oktober, 1983 (28 år)  | 1.99 m |       |     | Al-Arabi           |
| 4   | RW   | Aymen Toumi        | 11. juli, 1990 (22 år)    | 1.84 m |       |     | Étoile Sportive    |
| 5   | P    | Mahmoud Gharbi     | 11. februar, 1982 (30 år) | 1.91 m |       |     | HBC Nantes         |
| 6   | P    | Issam Tej          | 29. juli, 1979 (33 år)    | 1.87 m |       |     | Montpellier HB     |
| 7   | RW   | Jaleleddine Touati | 12. juli, 1982 (30 år)    | 1.79 m |       |     | Dunkerque HB       |
| 8   | LB   | Wissem Hmam        | 21. april, 1981 (31 år)   | 1.98 m |       |     | Montpellier HB     |
| 9   | RB   | Amine Bannour      | 21. februar, 1990 (2 år2) | 1.97 m |       |     | Club Africain      |
| 10  | CB   | Kamel Alouini      | 6. juli, 1988 (24 år)     | 1.87 m |       |     | Club Africain      |
| 12  | GK   | Marouen Maggaiz    | 28. juli, 1983 (29 år)    | 1.91 m |       |     | HBC Nantes         |
| 16  | GK   | Wassim Helal       | 16. juli, 1982 (30 år)    | 1.93 m |       |     | Espérance Sportive |
| 17  | LB   | Wael Jallouz       | 3. maj, 1991 (21 år)      | 1.98 m |       |     | AS Hammamet        |
| 20  | CB   | Heykel Megannem    | 28. februar, 1977 (35 år) | 1.86 m |       |     | Saint-Raphaël HB   |
| 21  | LW   | Anouar Ayed        | 9. maj, 1978 (34 år)      | 1.80 m |       |     | Fénix Toulouse     |
| 22  | LW   | Oussama Boughanmi  | 5. februar, 1990 (22 år)  | 1.85 m |       |     | Club Africain      |
| 31  | P    | Marouan Chouiref   | 27. maj, 1990 (22 år)     | 1.97 m |       |     | Club Africain      |

## Kendte spillere
| - Marouene Belhadje - Walid Ben Amor - Sahbi Ben Aziza - Zouheïr Ben Messaoud - Iteb Bouali - Marouane Hadj Ahmed - Wissem Hmam - Wael Jallouz - Marouène Megaiez - Makrem Missaoui - Issam Tej | - Aymen Hammed - Haraket Hatem - Selim Hedoui - Makram Jerou - Maher Kraiem - Ali Madi - Heykel Megannem - Sobhi Sayed - Wassim Helal - Wissem Bousnina - Anouer Ayed - Bassem Mrabet | - Mohamed Madi - Mohamed Massaoudi - Sobhi Saïed - Riadh Sanaa - Sobhi Sioud - Mohamed Tajouri - Issam Tej - Marouène Bel Hadj - Slim Hédoui - Mahmoud Gharbi - Hatem Harakati - Jalel Touati - Aymen Hammed |